# Linnaemya takanoi
Linnaemya takanoi là một loài ruồi trong họ Tachinidae.